# Султанов Павло Володимирович
Павло Володимирович Султанов (рос. Павел Владимирович Султанов; нар. 17 липня 1993, Сочі, Краснодарський край, Росія) — російський футболіст, півзахисник.

## Життєпис
Вихованець ДЮСШ «Жемчужина» (Сочі). Першим професійним клубом Султанова стала «Балтика», з якою він жодного разу не зіграв. Згодом виступав за російські команди «Авангард» (Курськ), «Сатурн» (Раменське), «Лада-Тольятті». У Першому дивізіоні Росії дебютував за «Авангард» 28 жовтня 2012 року в поєдинку проти воронезького «Факела». У 2013 році захищав кольори українського аматорського колективу «Зоря» (Білозор'я).
4 серпня 2016 року перейшов до білоруського клубу вищої ліги «Славія-Мозир». Два дні по тому півзахисник дебютував за нову команду у грі проти «Нафтана», яка закінчилася перемогою «Славії» з рахунком 2:0.